# شبین‌القناطر
شبین القناطر نام شهر و شهرستانی در استان قلیوبیه مصر است. 